# John Ligonier
John Ligonier, 1. hrabě Ligonier (John Ligonier, 1st Earl Ligonier, 1st Viscount Ligonier, 1st Baron Ligonier) (7. listopadu 1680, Castres, Francie – 28. dubna 1770, Cobham, Anglie) byl britský vojevůdce a politik francouzského původu. Od roku 1702 sloužil v anglické armádě a zúčastnil se dynastických válek první poloviny 18. století. Kromě vojenské kariéry byl dlouholetým poslancem Dolní sněmovny a zastával také vládní úřady. V roce 1757 dosáhl hodnosti polního maršála a za sedmileté války byl vrchním velitelem britské armády. Získal několik šlechtických titulů, nakonec byl povýšen na hraběte a byl rytířem Řádu lázně.

## Životopis

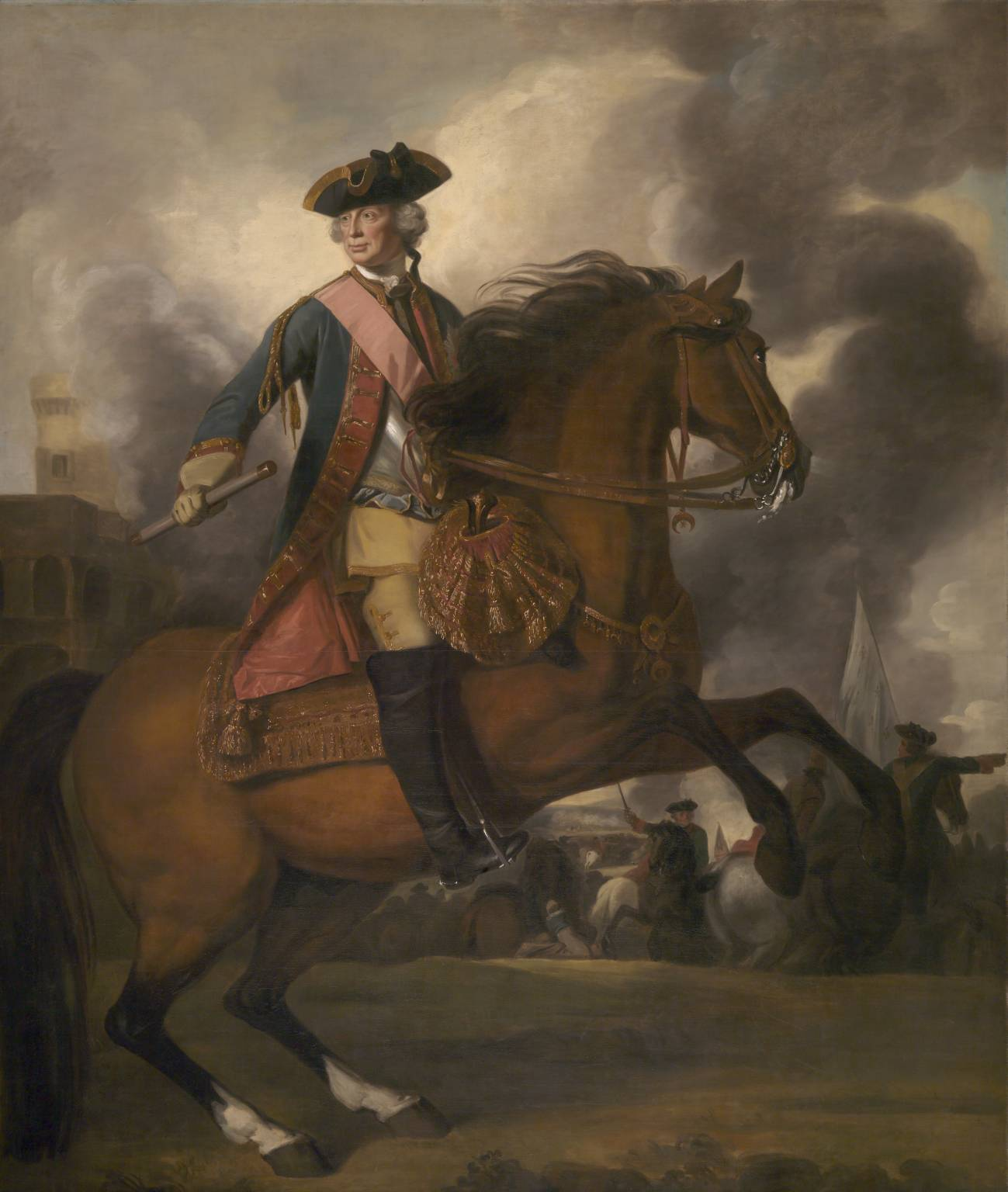
Polní maršál John Ligonier (Joshua Reynolds, 1760)

Pocházel z jižní Francie, narodil se jako mladší syn Louise de Ligonier. Studoval ve Francii a Švýcarsku, v roce 1697 rodina kvůli pronásledování hugenotů přesídlila do Anglie. V roce 1702 vstoupil jako dobrovolník do anglické armády a již v roce 1703 byl kapitánem. Zúčastnil se řady bitev války o španělské dědictví, po bitvě u Malplaquet dosáhl dočasné hodnosti plukovníka a v roce 1712 byl velitelem na Menorce. Za války aliance čtyř byl generálním pobočníkem expedice do zátoky Vigo. V letech 1729–1743 byl pobočníkem krále Jiřího II., zastával také různé čestné hodnosti. V roce 1735 dosáhl hodnosti brigádního generála a v roce 1739 byl povýšen na generálmajora. Za války o rakouské dědictví se zúčastnil bitvy u Dettingenu (1743), kde obdržel Řád lázně a hodnost generálporučíka. V bitvě u Fontenoy byl vrchním velitelem britsko-hannoverské pěchoty a v roce 1746 dosáhl hodnosti generála.
Po skončení války o rakouské dědictví byl zvolen do Dolní sněmovny a byl poslancem za město Bath (1748–1763). V letech 1748–1757 byl členem vlády jako náměstek generálního polního zbrojmistra, v roce 1749 jmenován členem Tajné rady. V letech 1750–1752 navíc guvernérem Guernsey a v letech 1752–1759 v Plymouthu. Ještě za sedmileté války se aktivně zúčastnil bojových operací, v roce 1757 byl povýšen na polního maršála a po odvolání vévody z Cumberlandu vrchním velitelem britské armády (1757–1759). Po návratu do Anglie se znovu stal členem vlády jako generální polní zbrojmistr (Master General of the Ordnance, 1759–1762). V roce 1757 obdržel titul vikomta s platností pouze pro Irsko, následně obdržel tituly barona (1763) a hraběte (1766) s platností pro celou Británii.
Od roku 1750 vlastnil zámek Downe Place v Surrey, ve stejném hrabství sídlil také na zámku Cobham House. Zemřel bez potomstva, titul hraběte byl v roce 1776 obnoven pro synovce Edwarda Ligoniera (1740–1782), který prodělal rychlou kariéru v armádě a již v roce 1777 byl generálporučíkem. Zemřel ale také bez potomstva a šlechtické tituly spojené se jménem Ligonier zanikly.